# Orogel Stadium-Dino Manuzzi
L'Orogel Stadium-Dino Manuzzi, già Stadio Dino Manuzzi, già Stadio La Fiorita (o della Fiorita), è un impianto sportivo di Cesena.
Situato nella zona orientale della città, nell'area del quartiere Fiorenzuola detta "La Fiorita", è il più importante e capiente impianto sportivo della Romagna. La struttura ospita le gare casalinghe del Cesena.
Il 10 settembre 2011 è stato il primo impianto in Italia ad aver ospitato una partita di Serie A su un terreno in erba sintetica. Nella stessa occasione è divenuto il primo stadio in Europa ad ospitare due Real Box (attualmente rimossi), strutture in plexiglas interamente chiuse posizionate appena fuori dal campo, in corrispondenza delle bandierine del calcio d'angolo, in grado di ospitare 8 spettatori ciascuna, i quali assistevano quindi alla partita da bordo campo. Occorre ricordare, inoltre, che il Dino Manuzzi è stato il primo stadio italiano interamente coperto.
L'odierno Orogel Stadium, infine, appare come un tipico impianto all'inglese, privo di barriere tra il campo e gli spalti, eccezion fatta per la curva destinata alla tifoseria ospite, ove esse permangono a tutt'oggi. Lo spettatore, pertanto, assiste alla gara a pochi metri di distanza dal rettangolo di gioco, godendo di un'ottima visuale da ogni settore.

## Storia

### La costruzione
Lo stadio fu costruito nel 1957 per ospitare le gare del Cesena. Era originariamente costituito da una tribuna coperta, cui nel tempo, si aggiunsero una gradinata (situata sul lato opposto) e due curve: una sul lato Sud (in cui si situano i sostenitori della squadra locale, chiamata anche "Curva Mare"); l'altra sul lato Nord (riservata ai tifosi della squadra ospite, chiamata anche "Curva Ferrovia").

### DallaFioritaalDino Manuzzi
La gradinata e le curve furono poi notevolmente ampliate nel 1973, allorché il Cesena guadagnò la sua prima promozione in serie A, per mezzo di ponteggi e tubi Innocenti, tanto che lo stadio arrivò ad avere una capienza superiore ai 30 000 posti. È in questa versione che lo stadio di Cesena ha fatto segnare il record di presenze di 35 991 spettatori e fu registrato il 10 febbraio 1974 in occasione della partita Cesena-Milan (terminata 1-0). Nonostante all'epoca lo stadio di Cesena fosse omologato per 28 000 spettatori, i controlli e le norme di sicurezza non erano così restrittive come oggi. Fu possibile dunque introdurre tanti spettatori allo stadio perché su ogni gradone i tifosi arrivarono a disporsi in tripla fila e fu riempito anche tutto il parterre a ridosso della recinzione, tribuna compresa. Lo stadio, di proprietà dell'amministrazione comunale, prese originariamente il nome dalla zona in cui era collocato, La Fiorita. Fu intitolato a Dino Manuzzi (presidente del club cesenate dal 1964 al 1980) dopo la sua morte, avvenuta il 29 maggio 1982.

### Ristrutturazioni

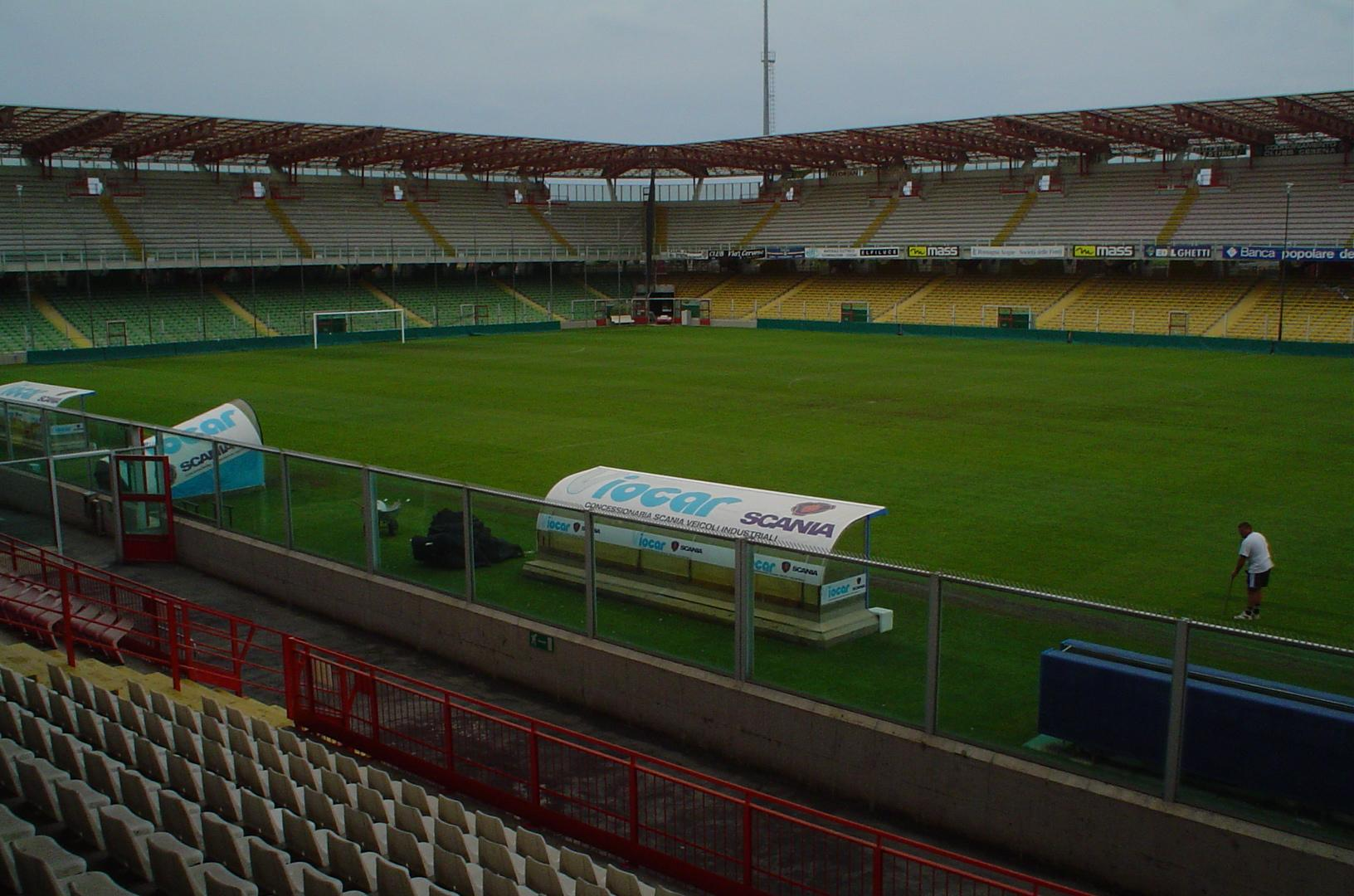
Come appariva lo stadio nel 2009, prima dei vari lavori di ristrutturazione.

Nel 1988 lo stadio è stato rinnovato radicalmente: del vecchio impianto è rimasta intatta solo la tribuna, anche se, nel progetto originario, anch'essa avrebbe dovuto essere demolita e poi ricostruita. Esso, oltre alla tribuna (comunque rinnovata) che può ospitare 1.844 spettatori, è costituito dalla gradinata est, dotata di 9.592 posti a sedere, e due curve, capaci di contenere 6.212 spettatori ciascuna. Questi ultimi tre settori sono progettati a doppio anello e sono tra loro contigui. Con questo nuovo assetto lo stadio poteva ospitare 23.860 spettatori. Nel 1999 ha ospitato anche gli incontri di Intertoto della Juventus, la quale ha disputato nell'impianto anche numerosi incontri amichevoli.
Il 28 ottobre 2009 uno dei vicepresidenti del Cesena Calcio, Luca Mancini, durante una trasmissione televisiva locale, affermò di stare organizzando una cordata di capitali privati per realizzare l'ultimazione dello stadio Manuzzi con la costruzione della tribuna mancante rispetto al progetto originale del riammodernamento attraverso un'operazione di project financing, con l'obiettivo di potere proporre la candidatura dello stadio cesenate come uno degli impianti che avrebbero potuto ospitare il Campionato europeo di calcio 2016, qualora fossero stati affidati all'Italia. Dopo i controlli e le selezioni effettuate dalla FIGC nel mese di dicembre 2009, lo stadio e la città di Cesena furono ufficialmente inserite nel lotto delle città italiane candidate ad ospitare gli Europei di calcio del 2016, manifestazione che però non venne affidata all'Italia dall'UEFA. Nel dossier consegnato alla federazione, era stato ufficialmente presentato il progetto di riammordernamento dell'impianto romagnolo: la capienza sarebbe passata da 23.929 a 31.597 posti, comprendendo spazi per autorità, stampa, vip e sky box. L'importo complessivo dell'intervento era stimato in 27,5 milioni di euro.
Nell'estate 2010 lo stadio è stato sottoposto ad alcuni lavori di adeguamento per il campionato di Serie A che hanno riguardato l'ampliamento del terreno di gioco (passato da 66 a 68 metri di larghezza), l'aumento della superficie degli spogliatoi, della sala stampa e della tribuna stampa (passata da 60 a oltre 100 posti).

### Dall'erba al sintetico
Il 18 luglio 2011 il presidente del Cesena, Igor Campedelli, e Paolo Limonta, patron del Gruppo Limonta, azienda specializzata in terreni sintetici, hanno firmato l'accordo che ha portato il Manuzzi a vestire un campo sintetico. Il 13 agosto seguente, al termine della partita Italia - Giappone di rugby, i tifosi sono potuti entrare in campo e portare via tutte le zolle di erba che hanno voluto. Il giorno successivo è cominciata la stesura del nuovo manto sintetico realizzato da Limonta Sport. Il campo esistente è stato sostituito dal manto in erba artificiale di tipo 'Soccer Pro Max S', in combinazione con un intaso al 100% naturale (Infill Pro Geo Plus). Il 10 settembre 2011 il Manuzzi è stato il primo stadio in Italia ad ospitare una partita di Serie A su campo artificiale, Cesena-Napoli (1-3). Avrebbe dovuto essere preceduto da quello di Novara il 28 agosto 2011, ma la prima giornata del campionato di Serie A 2011-2012 è stata posticipata per via dello "sciopero" dei calciatori.
Sempre il 14 agosto 2011 sono cominciati altri nuovi lavori di riammodernamento dello stadio: nella tribuna inferiore dei distinti sono state tolte le panche ed è stata posata una struttura in legno lamellare, ricoperta da una guaina, che ha innalzato la tribuna di circa 50 centimetri e l'ha allungata verso il campo di due file. Su questa struttura sono stati impiantanti nuovi seggiolini che hanno ampliato la capienza dello stadio di circa 1000 posti. Le nuove sedute, di colore bianco e nero, sono state disposte per formare la scritta A.C. Cesena e uno scudetto bianconero. Un'altra importante novità è rappresentata dall'eliminazione delle vetrate, sempre nei distinti inferiori, con l'istituzione di un nuovo sistema di mini-barriere alte 110 centimetri, ulteriormente innalzabili a 220 cm in caso di necessità. In questo modo non ci sono più ostacoli per la visuale tra gli spettatori dei distinti inferiori e il campo.
Nessun altro stadio in Italia (neppure il nuovo Juventus Stadium) ha una vicinanza tale (solo 5 metri) tra la prima fila del settore distinti e il campo da gioco. Inoltre, sono stati realizzati, in prossimità delle bandierine per il calcio d'angolo sotto la tribuna, due "Real Box", strutture in plexiglas interamente coperte e chiuse, che possono ospitare ciascuna 8 persone in grado di seguire la gara praticamente da bordo campo. Sarà il primo stadio in Europa ad essere autorizzato per questo tipo di struttura. Infine sono state eliminate le reti parapallone in corrispondenza della Curva Mare, ed è stato realizzato un nuovo tabellone elettronico al centro della Curva Ferrovia. Infine, all'esterno dello stadio, nel piazzale antistante i distinti, è stata realizzata una struttura di Business Hospitality per gli sponsor, che ospita un ristorante e sale di accoglienza. Tutti questi lavori sono stati voluti ed eseguiti dalla Gsport, rappresentata a Cesena in quegli anni da Saverio Provenzano.

### DalDino Manuzziall'Orogel Stadium

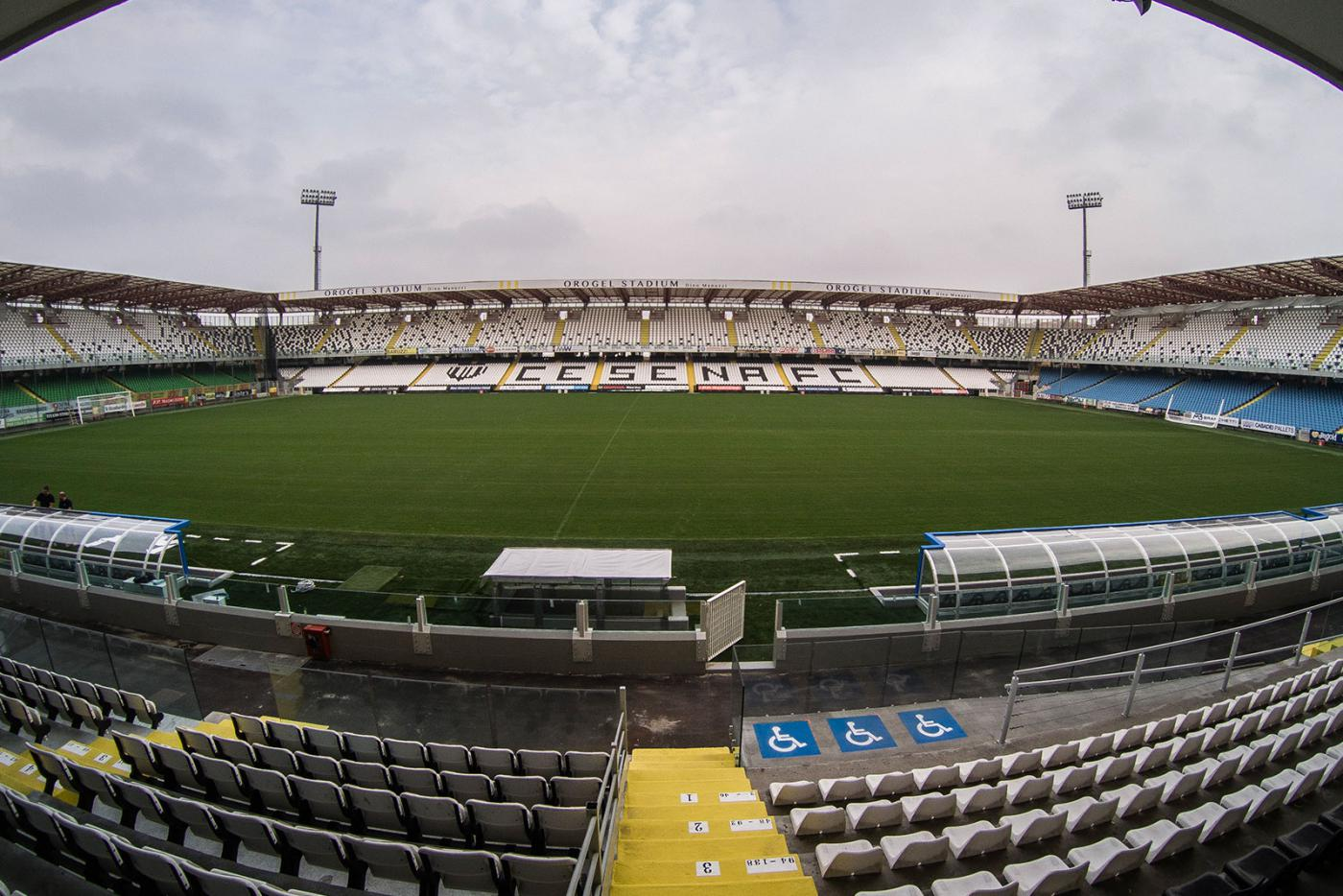
L'impianto visto dalla tribuna.

Il 27 settembre 2014 il presidente del Cesena Giorgio Lugaresi ha stipulato un contratto di sponsorizzazione con la Orogel, mutando il nome dell'impianto sportivo in Orogel Stadium - Dino Manuzzi, inoltre, lo stesso giorno ha scoperto una scultura collocata nella Rotonda Edmeo Lugaresi col posizionamento della foto dello storico presidente del Cesena nella sala stampa. Il battesimo della nuova denominazione è avvenuto il 28 settembre 2014, in occasione della partita casalinga contro il Milan. Il 26 agosto del 2015 viene inaugurata la pagina ufficiale dello stadio.

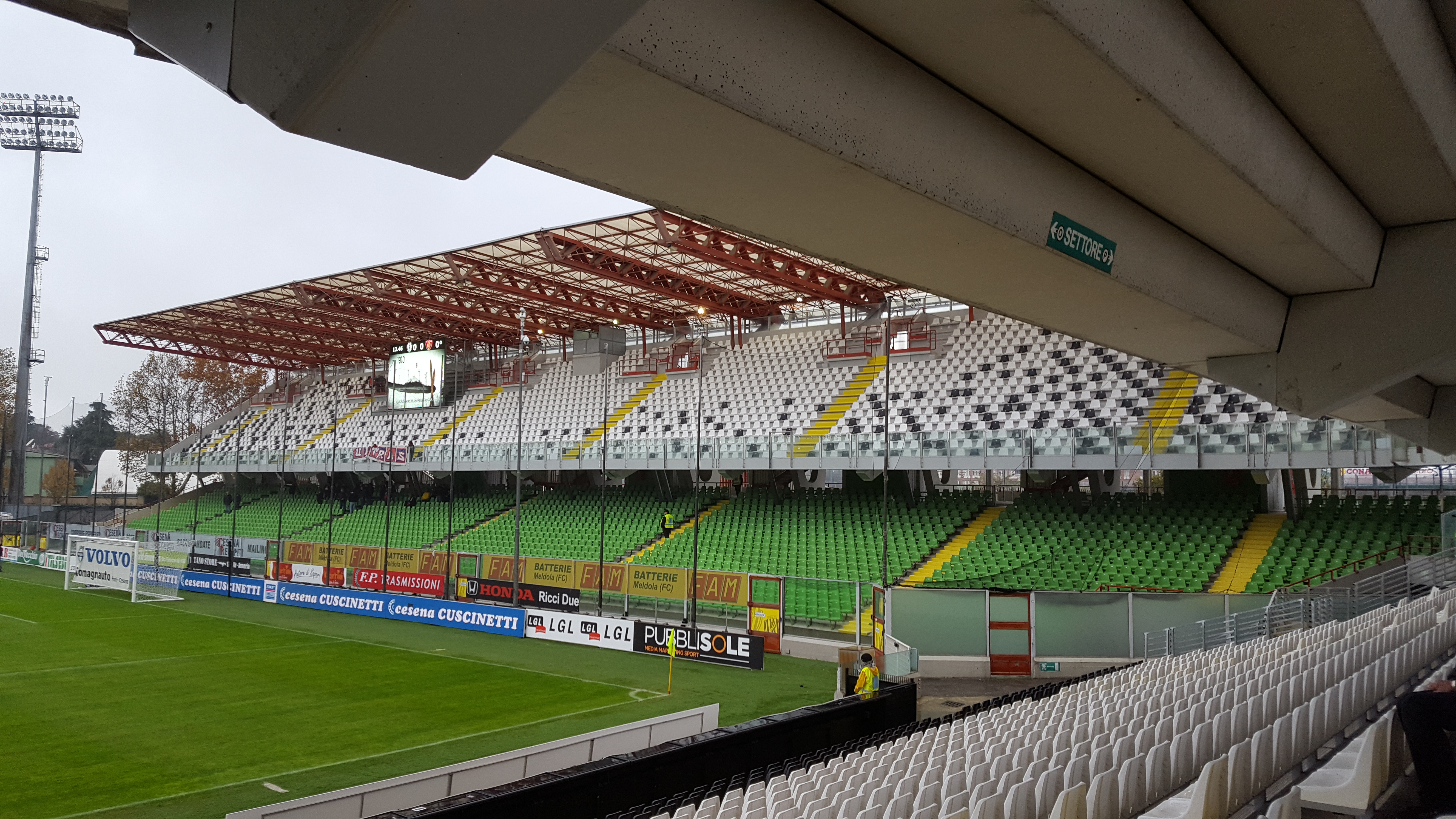
Veduta della Curva Ferrovia (ospiti), dopo i lavori di ristrutturazione del 2018.

Il 18 maggio 2018, al termine del campionato cadetto, all'Orogel Stadium-Dino Manuzzi iniziano i lavori di riqualificazione dell'impianto in vista del campionato europeo Under-21 del 2019. Gli interventi consistono nella posa di circa 16 700 seggiolini nelle due curve e nel settore "Distinti superiori", nello spostamento delle panchine interrate e nell'allargamento del campo da 67 a 68 metri. Oltre a ciò, vengono posizionate delle zolle di erba naturale sopra al vecchio manto sintetico.
Nella stagione 2020-2021 lo stadio ha ospitato le prime cinque gare casalinghe di campionato dello Spezia, neopromosso in Serie A e impossibilitato a disputare le prime partite in casa per lavori di adeguamento allo stadio Alberto Picco.
La formazione ligure tornerà a disputare le proprie gare casalinghe in Romagna nei primi quattro incontri del campionato di Serie B 2023-2024.
Fra le due parentesi spezzine, il maggiore impianto sportivo romagnolo ha ospitato anche illustri amichevoli estive. Il 30 luglio 2022 è stato luogo dell’incontro Inter-Lione, terminato col punteggio di 2-2. L’anno seguente, il 12 agosto 2023, ha calcato il campo cesenate la Juventus, in un match contro l’Atalanta.

## Partite della Nazionale italiana di calcio
Il Dino Manuzzi ha ospitato quattro incontri della nazionale maggiore italiana di calcio, di cui tre amichevoli e una partita valevole per la UEFA Nations League 2022-2023.
- 20 settembre 1989 Italia-Bulgaria (4-0); Reti: 18' rig. e 34' R. Baggio, 46' Carnevale, 53' aut. Iliev

- 12 febbraio 1992 San Marino-Italia (0-4)[17]; Reti: 36' R. Baggio, 42' Donadoni, 47' Casiraghi, 84' R. Baggio.

- 18 novembre 2009 Italia-Svezia (1-0); Reti: 29' Chiellini

### UEFA Nations League 2022-2023
| Arbitro: | Sandro Schärer |

|                            |           |                    |
| Barella 30’ Pellegrini 45’ | Marcatori | 61’ (aut.) Mancini |

## Campionato europeo di calcio Under-212019
Nel luglio 2017 l'impianto romagnolo è stato indicato quale sede destinate ad ospitare alcune partite valide per la fase finale del Campionato europeo di calcio Under-21 2019, la cui organizzazione è stata affidata congiuntamente all'Italia e a San Marino.
| Arbitro: | Srđan Jovanović |

|           |           |                                    |
| Foden 54’ | Marcatori | 89’ Ikoné 90+5’ (aut.) Wan-Bissaka |

| Arbitro: | Andreas Ekberg |

|                      |           |                                             |
| Gray 79’ Abraham 87’ | Marcatori | 76’ (rig.) Pușcaș 85’ Hagi 89’, 90+3’ Coman |

| Cesena 24 giugno 2019, ore 21:00 CEST Girone C | Francia        | 0 – 0 referto | Romania | Stadio Dino Manuzzi (12 861 spett.)\| Arbitro: \| Georgi Kabakov \| |
| Arbitro:                                       | Georgi Kabakov |               |         |                                                                     |

## La Nazionale italiana di rugby
Il Dino Manuzzi ha anche ospitato un incontro della nazionale maggiore di rugby, valido come test match, il 13 agosto 2011, padroni di casa vincenti per 31-24 (primo tempo: 14-17 per il Giappone). Come già sottolineato più sopra, al termine della gara è stato permesso agli spettatori di entrare sul campo e portare via zolle di terreno.

### Italia-Giappone 31-24
MARCATORI: p.t. 3' m. Pratichetti tr. Bocchino, 12' m. Gori tr. Bocchino, 23' m. Usuzuki tr. Arlidge, 29' m. Taira tr. Arlidge, c.p. Arlidge; s.t. 6' m. Ghiraldini tr. Bocchino, 19' m. Lo Cicero tr. Orquera, 23' m.t. Giappone tr. Arlidge, 34' c.p. Orquera
Italia: McLean; Toniolatti, Sgarbi (17' s.t. Canale), Pratichetti M., Benvenuti T.; Bocchino (13' s.t. Orquera), Gori (13 s.t. Canavosio); Parisse S. (cap), Bergamasco Ma., Zanni (14' s.t. Derbyshire); Bortolami, Geldenhuys (33' p.t. Van Zyl); Cittadini (14' s.t. Castrogiovanni), Ghiraldini (37' s.t. D'Apice), Lo Cicero. All.: Mallett
Giappone: Webb; Endo, Taira (13' s.t. Tupuailai), Nicholas, Usuzuki; Arlidge, Tanaka (31' s.t. Hiwasa); Holani (36' s.t. Hatakeyama), Leitch (37' s.t. Nishihara), Kikutani (cap); Kitagawa, Ives (15' p.t. Thompson); Hatakeyama (15' s.t. Fujita), Horie, Hirashima. A disposizione: Yuhara, Williams. All.: Kirwan
Giudici di gara: Poite (arbitro, Francia), Garces (g. di linea, Francia), Gauzere (g. di linea, Francia); Redmond (TMO, Inghilterra)
Note: Spettatori 12.000. Gialli. 23' s.t. Lo Cicero, 32' s.t. Hirashima. Calci: Bocchino 3/4, Orquera 2/2, Arlidge 4/4. Man of the match Mauro Bergamasco.

## Football americano
L'Orogel Stadium è stato selezionato per ospitare le finali dei campionati italiani di football americano 2016.

### IV Rose Bowl Italia - Campionato femminile
| Cesena 8 luglio 2016, ore 18:00 | Neptunes Bologna | 18 – 19 (6-0 0-19 0-0 12-0) | One Team Milano | Orogel Stadium-Dino Manuzzi |

### XVII NineBowl - Terza Divisione
| Cesena 8 luglio 2016, ore 21:00 | Knights Persiceto | 22 – 36 (0-14 8-6 14-0 0-16) | Sharks Palermo | Orogel Stadium-Dino Manuzzi |

### XXIII Silver Bowl - Seconda Divisione
| Cesena 9 luglio 2016, ore 15:30 | U.T.A. Forlì-Pesaro | 23 – 13 (7-0 7-0 3-0 6-13) | Barbari Roma Nord | Orogel Stadium-Dino Manuzzi |

### XXXVI Italian Bowl - Prima Divisione
| Cesena 9 luglio 2016, ore 20:50 CEST | Rhinos Milano | 44 – 18 (14-9 17-6 13-3 0-0) | Giants Bolzano | Orogel Stadium-Dino Manuzzi |

## Concerti
Domenica 7 agosto 1977: concerto di Adriano Celentano, tutto esaurito.
Da questo concerto è stato tratto l'album dal vivo "Me, live!"
Mercoledì 18 luglio 1979: concerto di Lucio Dalla e Francesco De Gregori nell'ambito della tournée Banana Republic.

### Rockin'1000 - That's Live Cesena (2016)
Il 24 luglio 2016 si è esibita all'Orogel Stadio Dino Manuzzi, davanti a circa 13.000 spettatori,  la superband dei "Rockin'1000", quella che è attualmente considerata la più grande rock band del mondo.
Si tratta di un Supergruppo musicale formato da circa 1000 (cifra e componenti in realtà sempre variabili) musicisti volontari professionisti e non professionisti, di tutto il mondo.
Nato a Cesena nel 2014 da un'iniziativa di Fabio Zaffagnini, che intendeva realizzare un tributo alla band americana dei Foo Fighters, il supergruppo è salito alle cronache internazionali nel 2015 con l'esecuzione di massa del brano Learn to Fly, per la realizzazione di un videoclip da pubblicare su YouTube, per convincere i Foo Fighters a eseguire un concerto nella città di Cesena (concerto che si è poi effettivamente tenuto il 3 Novembre 2015 presso il "Carisport" di Cesena).
Successivamente dopo una raccolta fondi di oltre €100.000 e la partecipazione di numerosi sponsor, è stato organizzato il primo concerto rivolto ad un pubblico pagante.
I "Mille", dopo tre giorni di prove collettive, si sono esibiti il 24 luglio 2016 all'Orogel Stadium-Dino Manuzzi eseguendo 17 brani rock di artisti come Nirvana, Blur, David Bowie, Jimi Hendrix ed altri ancora. È presente anche Learn to Fly.
Per l'occasione tra i mille musicisti si sono annoverati anche diversi nomi noti come Cesareo di Elio e Le Storie Tese, Federico Poggipollini, Nevruz, Saturnino, Sergio Carnevale e Livio Magnini (batterista e chitarrista dei Bluvertigo); Cesare “Mac” Petricich (chitarrista dei Negrita), Raoul Casadei e il figlio Mirko e Nikki (che suona la chitarra e presenta l'evento).
La performance è stata registrata e, grazie a un accordo distributivo con Sony Music, pubblicata su cd, mp3 e in doppio vinile colorato sotto il titolo That's Live - The Biggest Rock Band on Earth.

### Rockin'1000 for Romagna (2023)
Sabato 29 luglio 2023 alle ore 21 allo stadio Manuzzi/Orogel di Cesena, di fronte ad oltre 14000 spettatori "La più grande rock band del mondo", i Rockin'1000, si sono esibiti nuovamente a Cesena dopo 7 anni, con la volontà di riportare questa terra, dopo la disastrosa alluvione, di nuovo verso il sole sulle ali del rock. Fabio Zaffagnini (1976) da Fusignano, trapiantato a Cesena dopo aver girato mezzo mondo da geologo ricercatore, rimane il faro motore, il facilitatore capace di allargare, collegare, fare interagire una comunità di persone di cinque continenti per avvicinare ogni singolo al proprio sole, e creare il sole di tutti.

### Rockin'1000 - 10 Years Celebration (2025)
I Rockin’1000 festeggiano 10 anni di attività con un doppio concerto in programma il 26 e il 27 luglio 2025 all'Orogel Stadium Dino Manuzzi di Cesena, nella città in cui tutto è iniziato. Per questa speciale occasione gli organizzatori hanno pensato ad un evento composto da due show diversi, caratterizzato dalla presenza di ospiti diversi ogniuna delle due serate. La formula invariata, invece, prevede sempre centinaia di musicisti e cantanti che si esibiscono suonando contemporaneamente, per celebrare la community che ha rivoluzionato l’idea stessa di performance musicale.

## Galleria d'immagini
Vecchie foto dello stadio nei primi anni duemila.

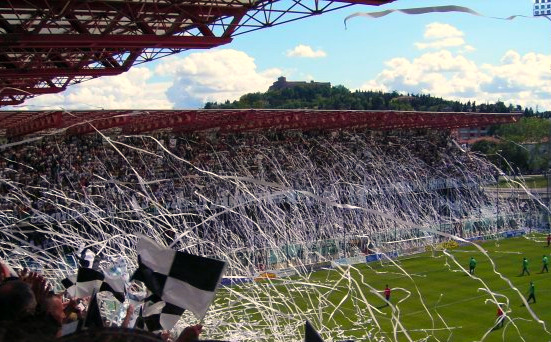
L'interno dello stadio durante una partita
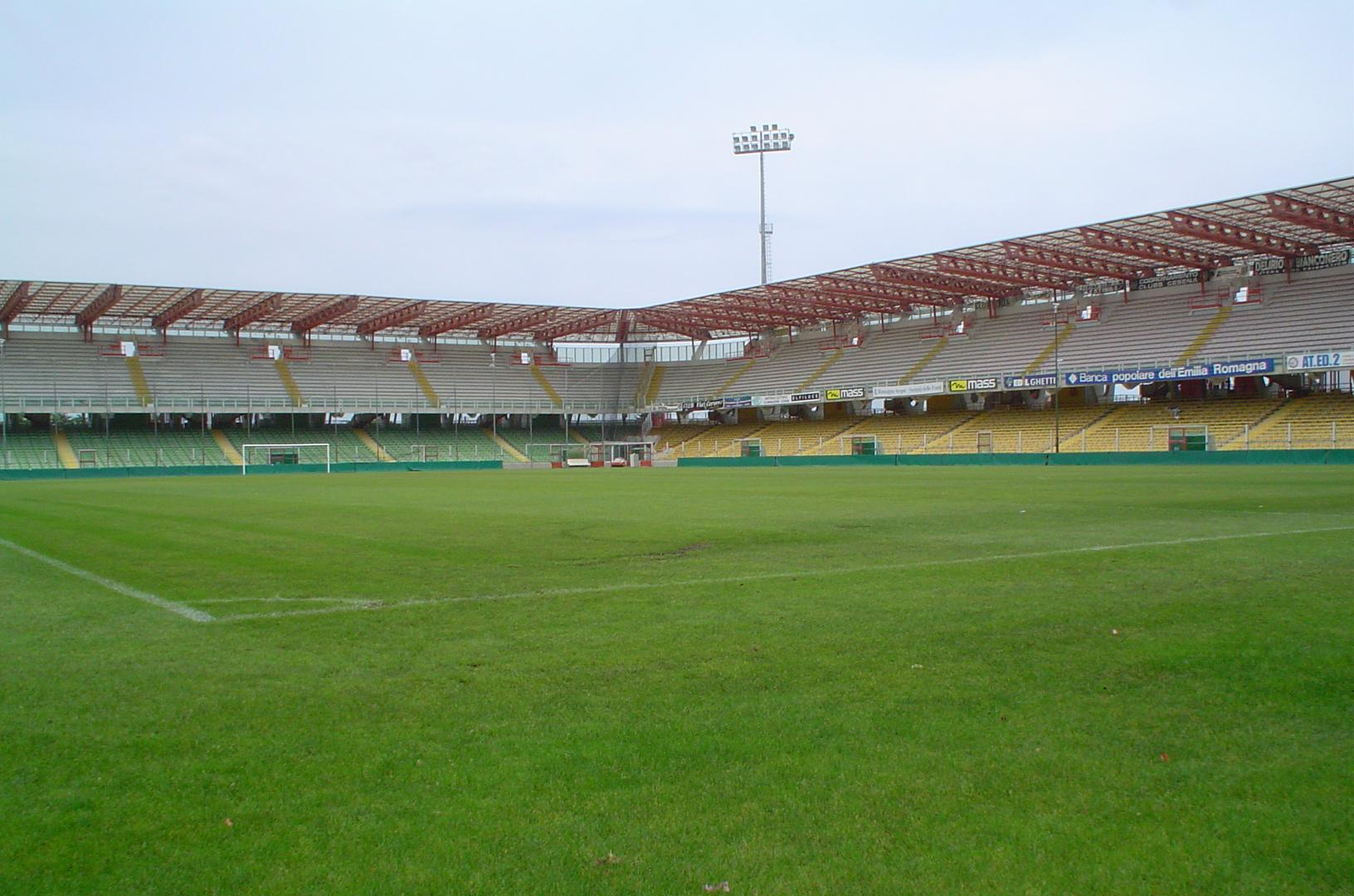
Il terreno di gioco
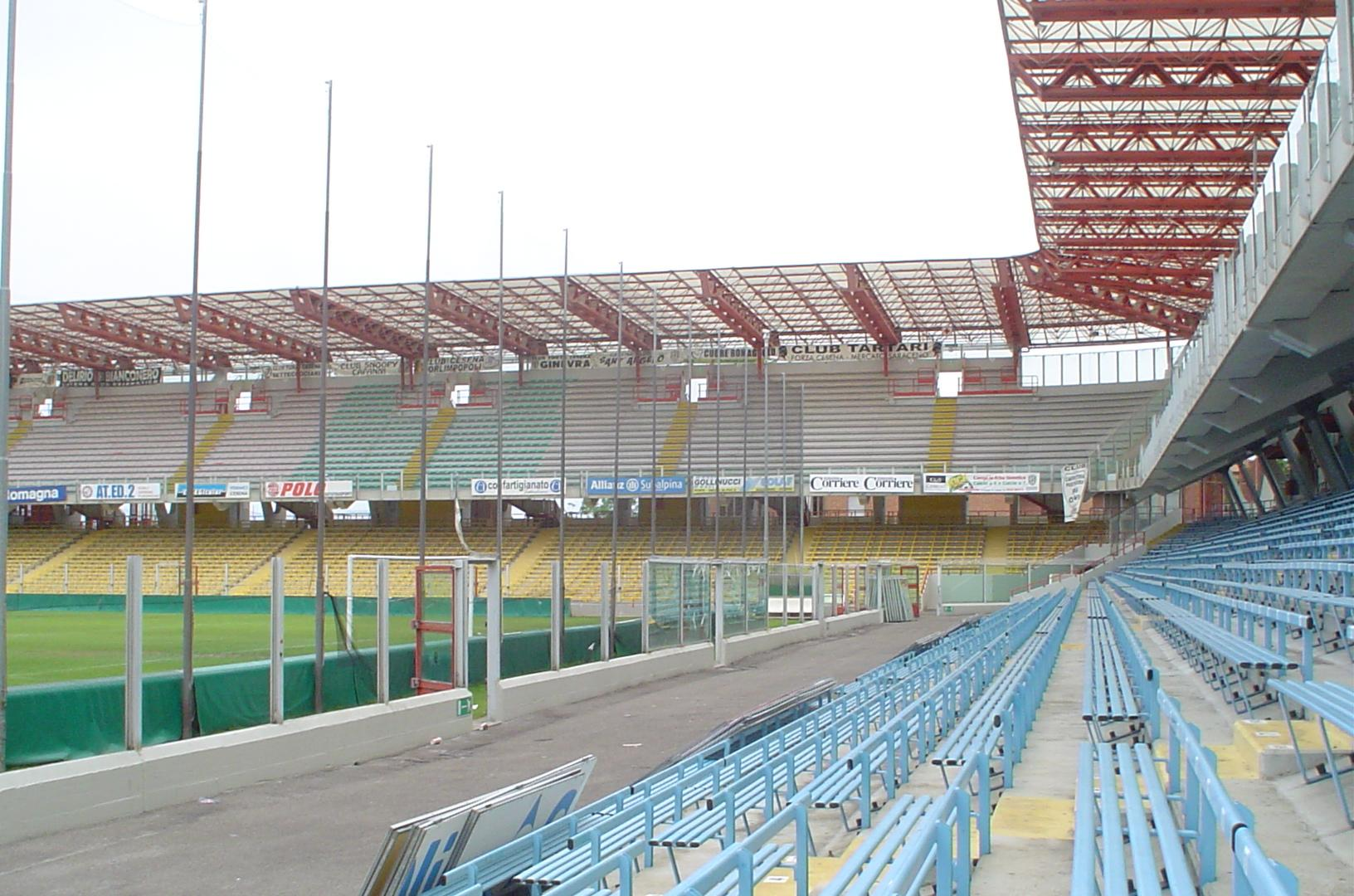
Curva Mare
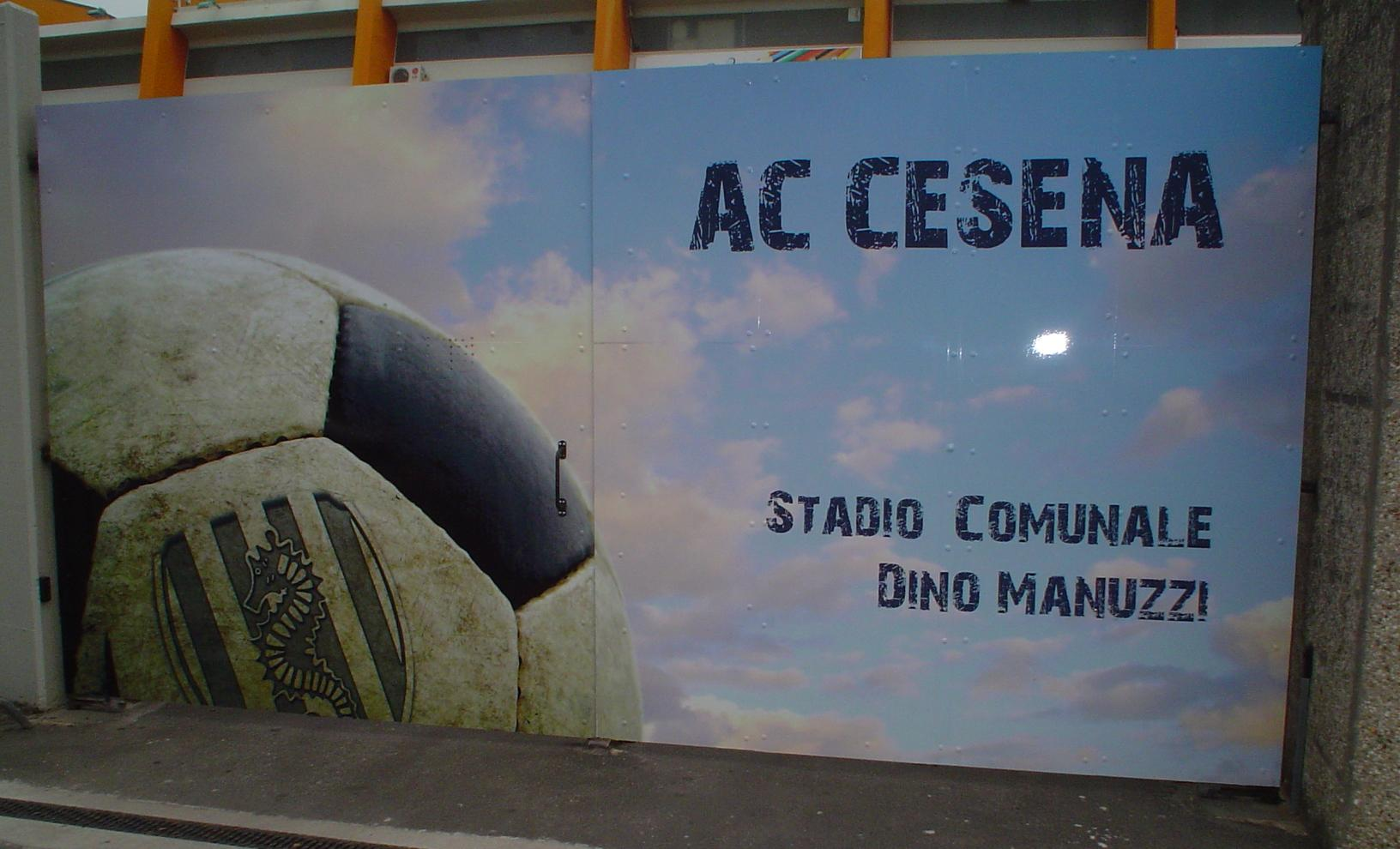
Uno degli ingressi
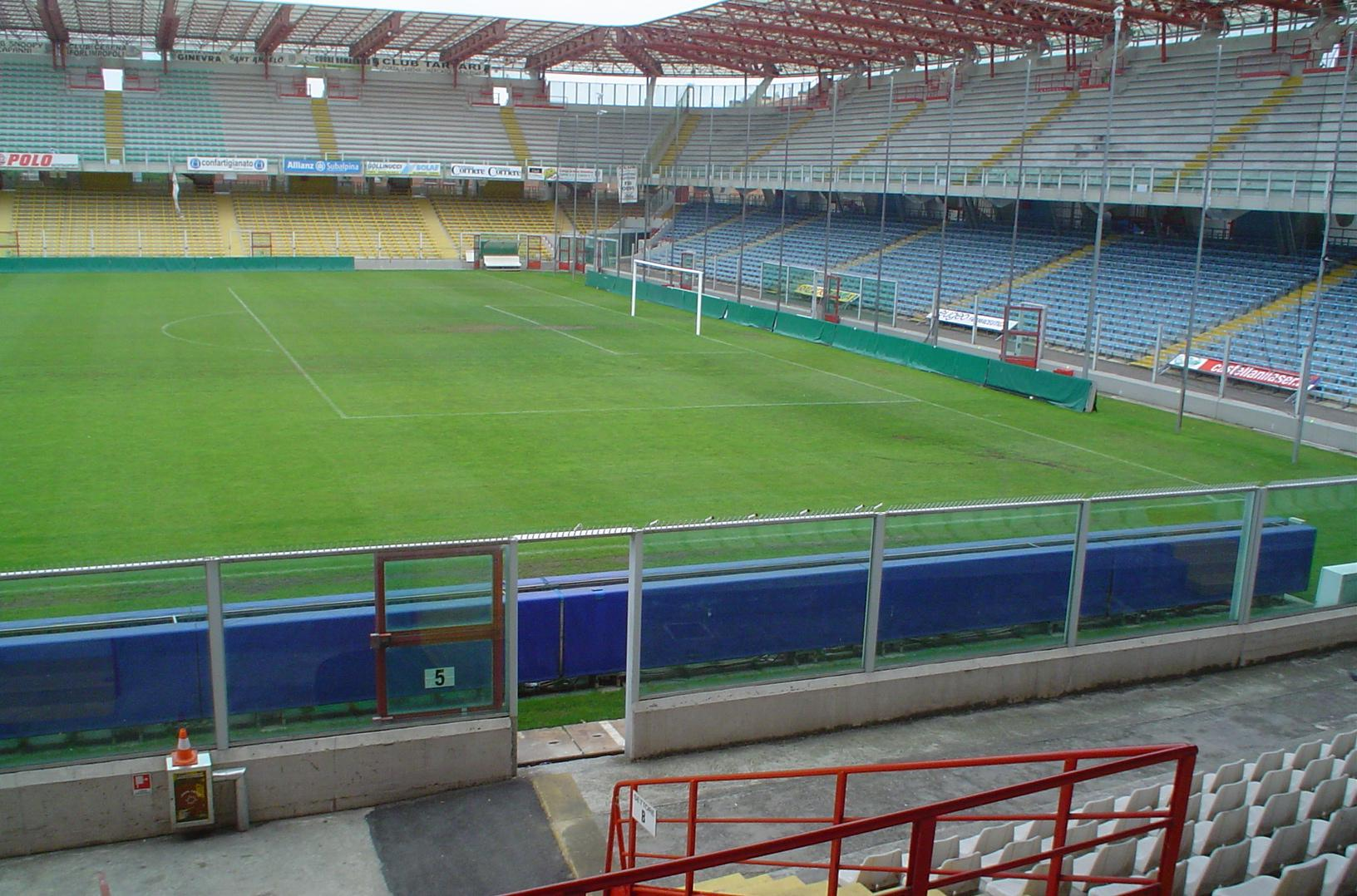
Lo stadio visto dalla tribuna
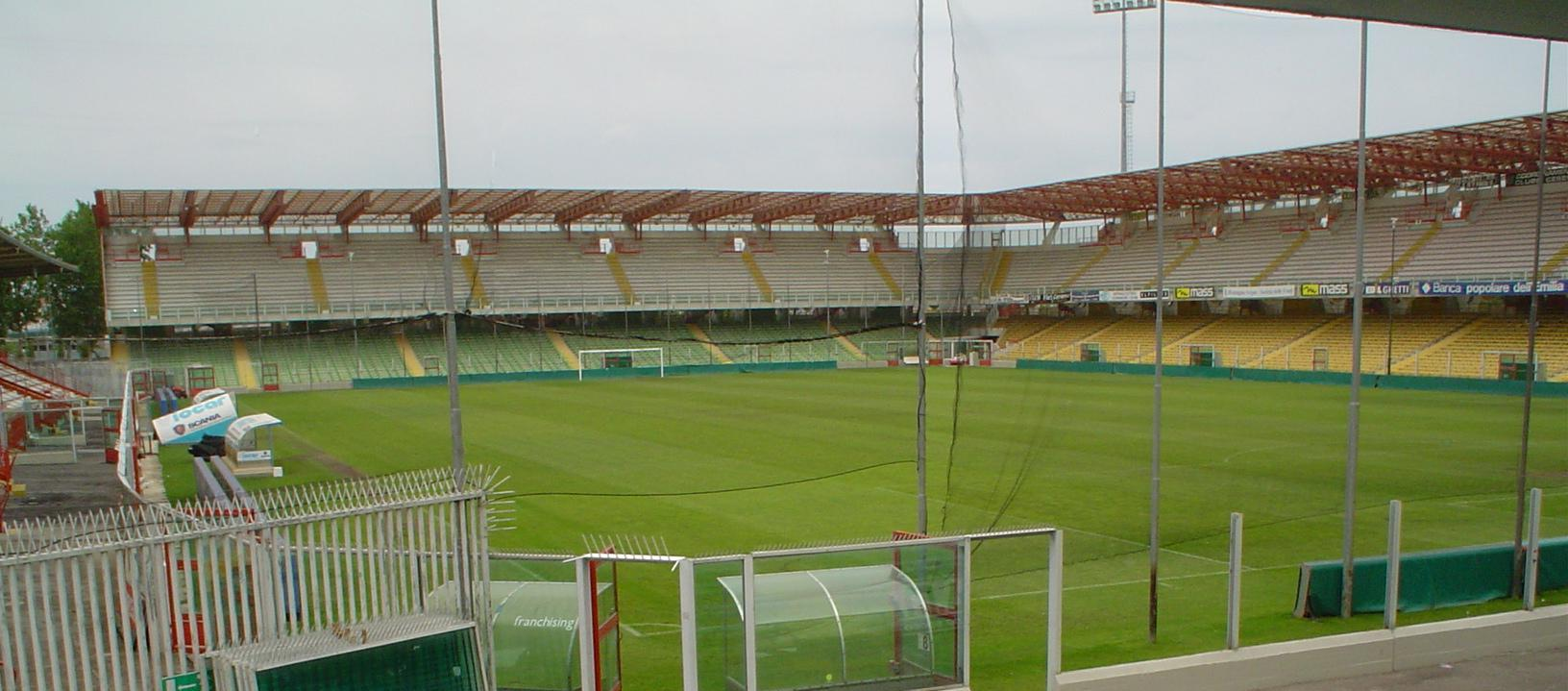
Il terreno visto dalla curva Mare
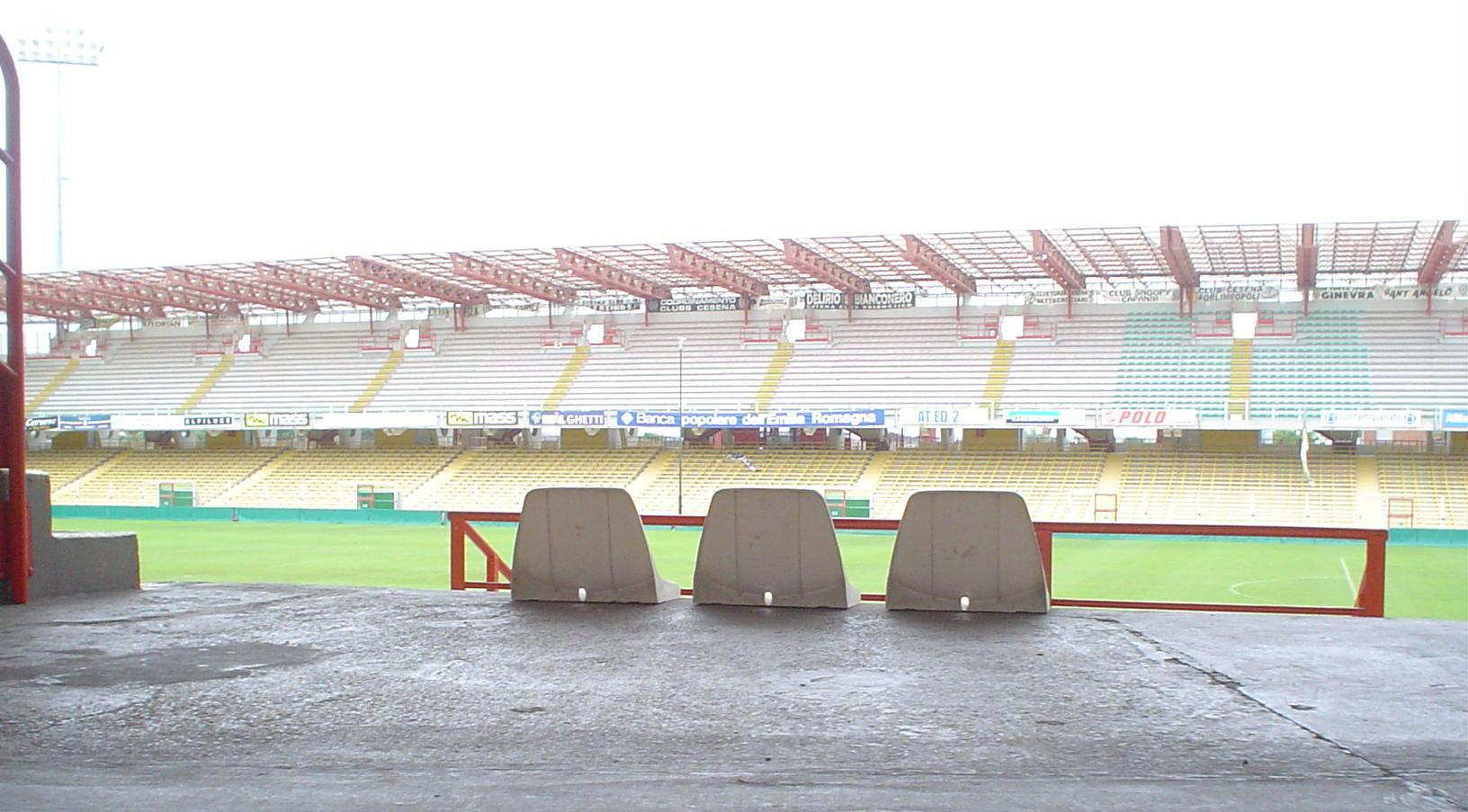
Un'entrata della tribuna
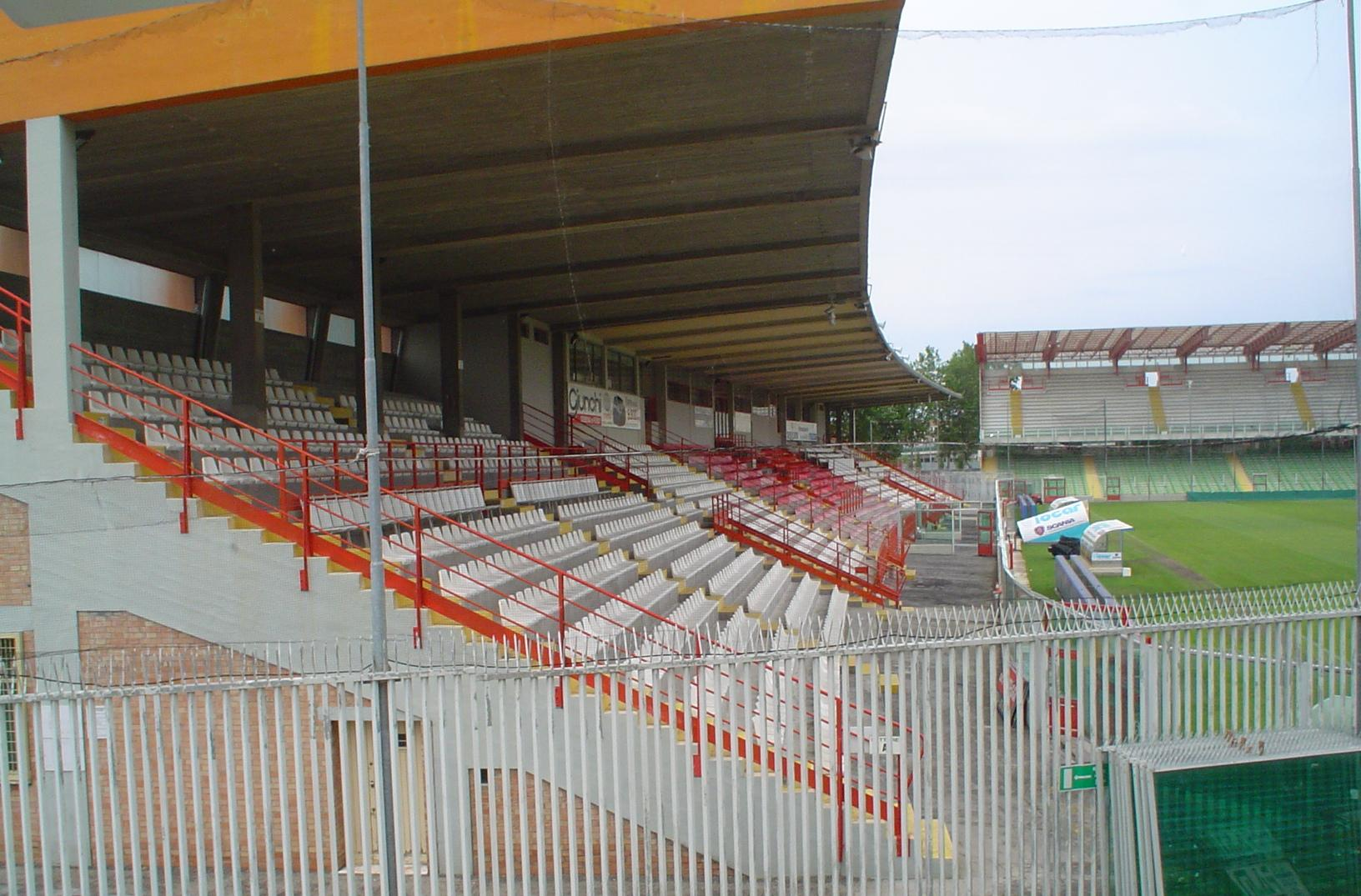
La tribuna